# Doug è uno scervellato
Doug è uno scervellato (The Habit of Happiness) è un film muto del 1916 sceneggiato e diretto da Allan Dwan.

## Trama
Figlio del ricco Wiggins, Sunny si prende cura dei derelitti e se li porta a casa, dove li ospita e li nutre. Il padre, furibondo, lo butta fuori di casa. Imperturbabile, Sunny trova ospitalità al dormitorio e lì insegna ai poveri a prendere la vita con ottimismo e a sorridere. Un medico, allora, gli chiede di curare il proprio padre, il milionario Jonathon Pepper, depresso cronico. Il compito si rivela troppo gravoso perfino per il sorridente Sunny che, però, in casa di Pepper incontra e si innamora della figlia del milionario. Scopre, altresì, un complotto per rapire Jonathon. Sunny, all'arrivo dei rapitori, lotta per difendere il vecchio e i malfattori lo colpiscono alla testa. Per la prima volta, dopo anni, Jonathon finalmente ride. Sunny diventa socio di Pepper, ne sposa la figlia e viene riaccolto a casa dal padre.

## Produzione
Il film fu prodotto dalla Fine Arts Film Company. Venne girato nel New Jersey.

## Distribuzione
Distribuito dalla Triangle Distributing, il film uscì nelle sale cinematografiche USA il 12 marzo 1916.